# Itoya-machi
Itoya-machi (糸屋町) és un barri del districte urbà de Chūō, a la ciutat d'Osaka, capital de la prefectura homònima, a la regió de Kansai, Japó.

## Geografia
El barri d'Itoya-machi es troba localitzat a la part nord del districte de Chūō, a la ciutat d'Osaka. El terme del barri té forma rectangular i allargada, limitant al nord amb el barri d'Ōte-dōri, al sud amb Kita-Shin-machi i Minami-Shin-machi, a l'est amb Tani-machi i a l'oest, separat per l'avinguda Matsuyamachisuji amb Hon-machi-Bashi.

### Sub-barris
El barri compta amb dos sub-barris:
- Itoya-machi 1 chōme (糸屋町一丁目)
- Itoya-machi 2 chōme (糸屋町二丁目)

## Història
Es creu que el nom del barri, que traduït al català vol dir "poble de les botigues de fil" té el seu origen en les botigues de filatures que hi havia al barri en el passat. L'actual barri es creà l'any 1872 quan Matsuo-machi (松尾町), Minami-Kawaya-chō (南革屋町) i Uchi-Koshiya-machi (内骨屋町) es van fusionar per a crear l'actual barri d'Itoya-machi.

## Transport

### Ferrocarril
El barri no disposa de cap estació de ferrocarril. L'estació més propera és la de Tenmabashi, del Ferrocarril Elèctric Keihan i el metro d'Osaka.

### Carretera
- Autopista d'Osaka-Kobe (Hanshin)
- Matsuyamachisuji